# Aaron Verwilst
Aaron Verwilst (Ruiselede, 2 mei 1997) is een Belgisch wielrenner die als beroepsrenner reed voor Sport Vlaanderen-Baloise.

## Carrière
In 2014 won Verwilst de Ronde van Vlaanderen voor junioren, voor Jan Maas en Wiebren Plovie. Later dat jaar werd hij nog zesde in het eindklassement van de Keizer der Juniores en tiende in de Chrono des Nations voor junioren.
In 2018 werd Verwilst prof bij Sport Vlaanderen-Baloise.

## Palmares

### Overwinningen
2014
Ronde van Vlaanderen, Junioren

### Uitslagen in voornaamste wedstrijden
| Jaar | Amstel Gold Race | Luik-Bast.‑Luik | Waalse Pijl | Parijs-Tours |
| ---- | ---------------- | --------------- | ----------- | ------------ |
| 2018 | opgave           |                 | opgave      |              |
| 2019 | opgave           | opgave          | 97e         | 19e          |
| 2020 |                  |                 |             |              |
| 2021 | opgave           | opgave          | opgave      |              |

## Ploegen
- 2018 –  Sport Vlaanderen-Baloise
- 2019 –  Sport Vlaanderen-Baloise
- 2020 –  Sport Vlaanderen-Baloise
- 2021 –  Sport Vlaanderen-Baloise
- 2022 –  Topsport Vlaanderen-Baloise
- 2023 –  Team Flanders-Baloise

Allegaert · Capiot · De Gendt · De Ketele · De Pauw · De Vylder · Declercq · Deltombe · Farazijn · Ghys · Menten · Noppe · Ed. Planckaert · Em. Planckaert · Rickaert · Sprengers · Van Gestel · Van Gompel · Van Hecke · Van Rooy · Verwilst · Warlop
Apers · Berckmoes · Bonneu · Braet · Colman · 
De Pestel · De Vylder · De Wilde · Dens · 
Fretin · Ghys · Herregodts · Hesters · Marit · Mertens · Reynders · Van Poucke · Van Rooy · Vanhoof · Verwilst · Weemaes
Apers · Berckmoes · Bonneu · Braet · Claeys · Clynhens · Colman · De Pestel · De Vylder · De Wilde · Dens · Fretin · Gerits · Hesters · Maris · Van Hemelen · Van Poucke · Vandenbranden · Vanhoof · Verwilst